# Wereldkampioenschappen moderne vijfkamp 1991
De wereldkampioenschappen moderne vijfkamp 1991 werden gehouden voor vrouwen in Sydney Australië. De mannen streden in het Amerikaanse San Antonio. Er stonden zes onderdelen op het programma. De estafette voor vrouwen stond voor het eerst op het programma.

## Medailles

### Mannen
| Onderdeel   | Goud | Goud                                                | Zilver | Zilver                                                  | Brons | Brons                                          |
| ----------- | ---- | --------------------------------------------------- | ------ | ------------------------------------------------------- | ----- | ---------------------------------------------- |
| Individueel | POL  | Arkadiusz Skrzypaszek                               | SUI    | Peter Steinmann                                         | HUN   | Ádám Madaras                                   |
| Team        | URS  | Edoeard Zenovka German Joeferov Aleksandr Borisenko | POL    | Arkadiusz Skrzypaszek Dariusz Goździak Maciej Czyżowicz | HUN   | Ádám Madaras László Fábián Attila Mizsér       |
| Estafette   | HUN  | László Fábián Ádám Madaras Attila Kálnoki Kis       | POL    | Dariusz Mejsner Maciej Czyżowicz Dariusz Goździak       | GER   | Pawel Olschewski Nico Motchebon Ulrich Czermak |

### Vrouwen
| Onderdeel   | Goud | Goud                                     | Zilver | Zilver                                              | Brons | Brons                                                  |
| ----------- | ---- | ---------------------------------------- | ------ | --------------------------------------------------- | ----- | ------------------------------------------------------ |
| Individueel | DEN  | Eva Fjellerup                            | FRA    | Caroline Delemer                                    | ITA   | Cristina Minelli                                       |
| Team        | POL  | Dorota Idzi Anna Sulima Iwona Kowalewska | ITA    | Cristina Minelli Barbara Boccolari Emanuela Gabella | FRA   | Caroline Delemer Sophie Moressée Nathalie Hugenschmitt |
| Estafette   | POL  | Dorota Idzi Anna Sulima Iwona Kowalewska | ITA    | Cristina Minelli Barbara Boccolari Emanuela Gabella | SWE   | Anne Sundell Agneta Flygare Kerstin Danielsson         |

### Medaillespiegel
| Plaats | Land        | Goud | Zilver | Brons | Totaal |
| 1      | Polen       | 3    | 2      | 0     | 5      |
| 2      | Hongarije   | 1    | 0      | 2     | 3      |
| 3      | Slowakije   | 1    | 0      | 2     | 3      |
| 4      | Denemarken  | 1    | 0      | 0     | 1      |
| 4      | Sovjet-Unie | 1    | 0      | 0     | 1      |
| 6      | Italië      | 0    | 2      | 1     | 3      |
| 7      | Frankrijk   | 0    | 1      | 1     | 2      |
| 8      | Duitsland   | 0    | 0      | 1     | 1      |
| 8      | Zweden      | 0    | 0      | 1     | 1      |
| Totaal | Totaal      | 6    | 6      | 6     | 18     |